# Realty Income Corporation
Realty Income Corporation je realitní investiční fond, který investuje do samostatně stojících komerčních nemovitostí s jedním nájemcem. Působí ve Spojených státech, Španělsku a Spojeném království. Společnost je zapsána v Marylandu se sídlem v San Diegu v Kalifornii.
Společnost je jedním z mála realitních investičních fondů, které vyplácejí dividendy měsíčně, nikoli čtvrtletně. Má zaregistrovanou ochrannou známku a je známá pod frázi „The Monthly Dividend Company“. 

## Investice
Ke dni 31. března 2022 měla firma v portfoliu 11 288 objektů s celkovou pronajímatelnou plochou zhruba 19 871 952 čtverečních metrů. Průměrná velikost jedné maloobchodní jednotky činila přibližně 1 176 čtverečních metrů, zatímco průmyslové objekty měly průměr zhruba 22 711 čtverečních metrů.
Největšími nájemci společnosti jsou:  
| Pořadí | Nájemce                   | % celkového portfolia anualizovaného smluvního nájemného |
| ------ | ------------------------- | -------------------------------------------------------- |
| 1      | Walgreens                 | 4,0 %                                                    |
| 2      | 7-Eleven                  | 3,9 %                                                    |
| 3      | Dollar Tree/Family Dollar | 3,9 %                                                    |
| 4      | Dollar Tree/Family Dollar | 3,5 %                                                    |
| 5      | FedEx                     | 2,9 %                                                    |
| 6      | LA Fitness                | 2,4 %                                                    |
| 7      | Sainsbury's               | 2,2 %                                                    |
| 8      | BJ's Wholesale Clubs      | 1,9 %                                                    |
| 9      | CVS Pharmacy              | 1,8 %                                                    |
| 10     | Walmart/Sam's Club        | 1,7 %                                                    |

## Historie
Společnost Realty Income Corporation vznikla v roce 1969 z iniciativy Williama E. Clarka a Evelyn J. Clarkové. Jejich prvním podnikovým krokem se stala akvizice restaurace Taco Bell na počátku 70. let 20. století.
Firma využila peněžní prostředky k získání pozemků nezbytných pro provozování obchodů, na kterých následně vybudovala nemovitosti a tyto pak dlouhodobě pronajímala obchodním jednotkám. 
V roce 1994 společnost vstoupila na veřejný trh díky první veřejné nabídce akcií.
William E. Clark, Jr. se v roce 1997 vzdal pozice generálního ředitele a na jeho místo nastoupil Thomas A. Lewis. John P. Case pak v roce 2013 převzal roli generálního ředitele po panu Lewisovi. Již v roce 2009 Clark opustil také pozici předsedy představenstva.
V roce 2013 dokončila firma akvizici společnosti American Realty Capital Trust, kterou založil Nicholas Schorsch, v rámci obchodu v hodnotě 2,95 miliardy dolarů.
V roce 2015 se společnost stala součástí indexu S&P 500 a byla zařazena také do indexu S&P High Yield Dividend Aristocrats.
Sumit Roy převzal v roce 2018 funkci generálního ředitele firmy.
V roce 2019 firma úspěšně uzavřela dohodu o prodeji a následném zpětném pronájmu 12 objektů patřících britskému supermarketovému řetězci Sainsbury's, čímž uskutečnila svou první akvizici nemovitosti mimo území Spojených států.
1. listopadu 2021 společnost získala společnost VEREIT.